# Das merkwürdige Verhalten geschlechtsreifer Großstädter zur Paarungszeit
Pour plus de détails, voir Fiche technique et Distribution.
Das merkwürdige Verhalten geschlechtsreifer Großstädter zur Paarungszeit (en français, L'Étrange Comportement des citadins matures au moment du rut) est un film allemand réalisé par Marc Rothemund, sorti en 1998.

## Synopsis
Le film comprend plusieurs histoires qui sont liées entre elles :
- Charly, écrivain sans succès et désespéré, trouve par hasard les clés de la Ferrari de son éditeur.
- Manuela, l'ex-femme de Charly, tombe amoureuse de Sven, alors qu'elle pense qu'il a enlevé sa fille Hanna.
- Sven a pris l'enfant en charmant Birgit, la baby-sitter.
- Birgit a gagné un abonnement pour une salle de fitness, où elle rencontre Jimmy, le professeur.
- La timide Cornelia apprend à faire de gros achats avec Hilde l'extravertie. Elles volent la voiture de Charly.
- Paul, le fils de Cornelia, se prépare à faire l'amour pour la première fois avec sa petite amie Sandra.
- Jimmy tombe amoureux dès le premier regard de Peter, qui distribue dans la salle des prospectus pour un concours de danse. Mais seuls les couples mixtes peuvent y participer. Il doit donc trouver une partenaire pour se rapprocher de Peter. Il trouve Birgit. Pendant le concours, Birgit et Peter tombent amoureux.
- Tamineh, la sœur de Manuela, est toute seule pour fêter son anniversaire. Sur le toit de son appartement, elle fait la connaissance de Marcello, un Italien. Celui-ci veut se suicider, car sa petite amie l'a quitté pour un autre homme, qui s'avère être le compagnon de Tamineh, un homme qui l'a souvent trompée.

## Fiche technique
- Titre : Das merkwürdige Verhalten geschlechtsreifer Großstädter zur Paarungszeit
- Réalisation : Marc Rothemund assisté de Nina Reich et de Max von Thun
- Scénario : Peter Gersina (de)
- Musique : Reinhard Besser
- Direction artistique : Josef Sanktjohanser
- Costumes : Natascha Curtius-Noss
- Photographie : Hans-Günther Bücking
- Son : Alexander Saal
- Montage : Barbara von Weitershausen
- Production : Ewa Karlström, Andreas Ulmke-Smeaton (de)
- Sociétés de production : SamFilm (de), ProSieben
- Société de distribution : Buena Vista International
- Pays d'origine :  Allemagne
- Langue : allemand
- Format : Couleurs - 1,85:1 - Dolby Digital - 35 mm
- Genre : Comédie romantique
- Durée : 89 minutes
- Dates de sortie :
  - Allemagne : 27 août 1998.
  - Autriche : 28 août 1998.
  - Suisse : 28 août 1998.

## Distribution
- Christoph Waltz: Charly
- Ann-Kathrin Kramer: Manuela
- Heio von Stetten: Sven
- Isabella Parkinson (de): Birgit
- Oliver Korittke: Jimmy
- Gudrun Landgrebe: Cornelia
- Michaela May: Hilde
- Tobias Schenke (de): Paul
- Cosma Shiva Hagen: Sandra
- Markus Knüfken: Peter
- Anica Dobra: Tamineh
- Dieter Landuris (de): Marcello
- Maria Wördemann: Hanna
- Clara Wördemann: Hanna
- Mavie Hörbiger: Nina
- Frank Giering: Henrik jr.
- Julia Thurnau (de): Tusse
- Sebastian Schipper: Andi
- Christoph Hagen Dittmann (de): Moritz